# Ellesse Andrews
Ellesse Andrews (ur. 31 grudnia 1999 w Christchurch) – nowozelandzka kolarka torowa, srebrna medalistka igrzysk olimpijskich.

## Kariera
Pierwsze sukcesy w karierze osiągnęła w 2016 roku, kiedy zdobyła dwa medale na torowych mistrzostwach świata juniorów: złoto w sprincie drużynowym i brąz w wyścigu na dochodzenie. Na rozgrywanych rok później mistrzostwach świata juniorów była najlepsza w wyścigu na dochodzenie i druga w drużynowym wyścigu na dochodzenie. Podczas igrzysk olimpijskich w Tokio zdobyła srebrny medal w keirinie, rozdzielając Shanne Braspennincx z Holandii i Kanadyjkę Lauriane Genest. Na tej samej imprezie była też jedenasta w sprincie indywidualnym. Ponadto podczas igrzysk Wspólnoty Narodów w Birmingham w 2022 roku zdobyła cztery medale: złoto w keirinie, sprincie i sprincie drużynowym oraz srebro w drużynowym wyścigu na dochodzenie.